# 歩練師
歩 練師（ほ れんし、? - 238年）は、三国時代の呉の大帝孫権の夫人（側室）。徐州臨淮郡淮陰県の人。皇后位を追贈された。子に孫魯班・孫魯育。同族に歩騭・歩協・歩闡らがいる。

## 生涯
晋の公族・羊舌氏（楊氏）を祖とする淮陰侯（氏名不詳）の子孫である。後漢の末に母親に連れられ廬江に移住した。建安4年（199年）12月に廬江が孫策に破られると、母娘共に江南へ移った。
容貌の美しさから孫権に愛され、その寵愛ぶりが建安17年（212年）頃より後宮中第一であった。孫権との間に2人の娘を産んだ。
孫権は先妻である徐夫人と生別した後、10年間誰も嫡妻にすることはなかったが、王位に就くと、歩氏を王后にしたいと考えた。さらに黄龍元年（229年）、帝位に就いた時には皇后にしたいと考えた。しかし皇太子の孫登や臣下たちはみな、徐氏を皇后にすべきだと進言した。さらに、孫権本人は皇族に相応の待遇を与えることに興味を示さず、立后のことも決して例外ではない。これに対して、胡綜はその上奏文『請立諸王表』に、「皇后無号 公主無邑 臣下嘆息 遠近失望」と記し、大臣たちの顰蹙を反映している。孫権はこのまま曖昧な態度を続け、徐氏は病死し、歩氏も長く夫人の位にあった。
赤烏元年（238年）死去。2月に皇后を追贈された。閏10月1日に策命により夫帝ではなく姑の皇太后（武烈皇后）の宗廟に配享された。蔣陵にある歩夫人塚に葬られた。本当の皇后である潘皇后と比べれば、没後の待遇ともに劣ったのが事実であった。
小説『三国志演義』には登場しない。

## 人物
嫉妬をしない性格で、他の女性たちを薦めたため、孫権からも長く大切にされた。側妃の身分でありながら、宮中では歩夫人のことを皇后と呼び、親戚の者たちが上奏する際も彼女を中宮（皇后のいる宮殿、転じて皇后自身を指す）と呼んだ。一方で生前に立后については群臣の支持を得られなかった。徐夫人と同じように皇太子に衣服を贈ることがあるが、徐夫人と同程度の敬意を得られなかった。